# Attentat de 2019 à l'université de Kaboul
L'attentat de 2019 à l'université de Kaboul est un attentat à la voiture piégée survenu le 19 juillet 2019 lorsqu'une voiture piégée a explosé à l'extérieur de l'université de Kaboul. L'attentat a fait 8 morts et 33 blessés.